# Морфовуни
Морфову́ни (греч. Μορφοβούνι, ή Μορφοβούνιον) — горное село в Греции. Находится на высоте 752 метра над уровнем моря, к северо-востоку от водохранилища Тавропос, так называемого «озера Пластира», в 15 километрах к западу от города Кардица и в 230 километрах к северо-западу от Афин. Административный центр общины Лимни-Пластира в периферийной единице Кардица в периферии Фессалия. Население — 485 человек согласно переписи 2011 года.  Жители заняты растиниеводством и виноградарством.
Через село проходит дорога местного значения Месениколас — Филакти, ведущая вокруг озера Пластира.
В 1881 году село вошло в состав королевства Греция. Село официально признано в 1883 году (ΦΕΚ 126Α) как Вунеси (Βούνεσι), в 1928 году (ΦΕΚ 81Α) переименовано в Морфовуни.
Морфовуни — родина «Чёрного всадника», генерала Николаоса Пластираса, который первым предложил построить водохранилище. В 2 километрах к северу от села находится монастырь Святой Троицы (Ιερά Μονή Αγίας Τριάδας), построенный согласно надписи в 1858 году, по местному преданию на месте церкви XIV века. В настоящее время монастырь является религиозным памятником. Из деревни открывается вид на обширную Фессалийскую равнину.

## Сообщество Морфовуни
Сообщество Вунеси создано в 1912 году (ΦΕΚ 261Α), в 1928 году (ΦΕΚ 81Α) село и сообщество переименованы в Морфовуни. В сообщество входят три села. Население — 576 жителей по переписи 2011 года. Площадь — 27,378 квадратных километров.
| Населённый пункт | Население (2011), человек |
| ---------------- | ------------------------- |
| Морфовуни        | 485                       |
| Разия            | 55                        |
| Раховица         | 36                        |

## Население
| Год  | Население, человек |
| ---- | ------------------ |
| 1991 | 680                |
| 2001 | 667                |
| 2011 | ↘ 485              |